# El barco de la muerte
El barco de la muerte (en alemán: Das Totenschiff) es una novela escrita por el autor conocido bajo el seudónimo de B. Traven.
Originalmente escrito en inglés en 1923 o 1924, fue traducido al alemán por el propio autor publicándose en 1926 con el título Das Totenschiff. Die Geschichte eines amerikanischen Seemanns (en español: La nave de la muerte. La historia de un marinero americano). Su primera edición en español apareció en 1931, en Madrid, y en inglés en 1934.
Fue el primer mayor éxito de Traven y continúa siendo su segunda obra más conocida después de El tesoro de Sierra Madre. Debido a su acerba crítica de la autoridad burocrática, el nacionalismo y las prácticas laborales abusivas, a menudo es descrito como una novela anarquista.

## Resumen
Ambientada justo después de la Primera Guerra Mundial, El barco de la muerte describe la difícil situación de los marinos mercantes que carecen de documentación de ciudadanía y no pueden encontrar empleo o residencia legal en nación alguna. El narrador es Gerard Gales, un marinero que dice ser de Nueva Orleans, y que es abandonado en Amberes sin pasaporte o documentos de trabajo. Sin poder acreditar su identidad, o su elegibilidad para el empleo, Gales es repetidamente detenido y deportado de un país a otro, por los funcionarios de gobierno que no quieren molestarse en enjuiciarlo o bien ayudarlo. Cuando finalmente se las arregla para encontrar trabajo, es en la Yorikke, el peligroso y decrépito barco del título, donde los trabajadores indocumentados de todo el mundo son tratados como esclavos desechables.

## Datos de la obra
El término "buque de la muerte" se refiere a cualquier barco tan decrépito que vale más para sus dueños asegurarlo y hundirlo que mantenerlo a flote. El título del libro ha sido traducido directamente del alemán "Das Totenschiff"; en inglés, por ejemplo son llamados "barcos ataúd" (coffin ship). 
Hay varias versiones de la novela: después de la original en lengua alemana (posiblemente escrita en inglés en primer lugar) se tradujo en el Reino Unido, pero Traven escribió una versión ligeramente más extensa en inglés. Esperanza López Mateos, hermana del que fuera presidente de la República de México, tradujo al castellano las obras que Traven escribía en inglés y alemán indistintamente.
Fue adaptada para una película en 1959 del mismo nombre dirigida por Georg Tressler.
Curiosidad: probablemente este libro es el que lee un personaje de la película Fear and Loathing in Las Vegas en el capítulo de DVD llamado "Signos de violencia".